# Chen Lijun
Chen Lijun (chinesisch 谌利军, Pinyin Chén Lìjūn; * 8. Februar 1993 in Yiyang) ist ein chinesischer Gewichtheber. Er ist Olympiasieger und mehrfacher Weltmeister im Zweikampf in der Gewichtsklasse bis 62 und 67 kg Körpergewicht.

## Werdegang
Chen Lijun kam als Jugendlicher zum Gewichtheben. Wann, wo und von wem er entdeckt wurde, ist bisher nicht bekannt. Er gehört der Armee an und kann sich dort voll auf seinen Sport konzentrieren.
Er nahm erstmals im Juni 2010 an einer internationalen Meisterschaft teil. Er wurde in diesem Jahr in Sofia Junioren-Weltmeister in der Gewichtsklasse bis 62 kg, der Gewichtsklasse, in der er bisher ausschließlich an den Start ging, mit einer Zweikampfleistung von 291 kg (126–165).
In den Jahren 2011 und 2012 trat er nicht in Erscheinung. 2013 wurde er erstmals chinesischer Meister mit einer Zweikampfleistung von 321 kg (145–176). Er verwies dabei den Weltmeister von 2011 und Olympiavierten Zhang Jie, der 319 kg (143–176) erreichte, auf den 2. Platz. Chen Lijun wurde daraufhin im Oktober 2013 auch bei der Weltmeisterschaft in Wrocław eingesetzt. Dort erreichte er im Zweikampf wieder 321 kg (146–175) und verwies mit dieser Leistung den Olympiasieger von 2012 in London Kim Un-guk aus Nordkorea, der auf 320 kg (150–170) kam, auf den 2. Platz.
2014 wurde Chen Lijun erneut chinesischer Meister, wobei er im Zweikampf wieder 321 kg (145–176) erzielte. Im September 2014 war er auch bei den Asienspielen in Incheon/Südkorea am Start und erreichte dort wieder 321 kg (143–178). Er belegte mit dieser Leistung hinter dem bei diesem Wettkampf überragenden Olympiasieger Kim Un-guk, der 332 kg (154–178) erzielte, den 2. Platz.
Bei den Olympischen Sommerspielen 2020 in Tokio konnte er in der Gewichtsklasse bis 67 Kilogramm mit einem olympischen Rekord von 332 Kilogramm die Goldmedaille gewinnen, wobei der Vorsprung vor seinem Konkurrenten Luis Javier Mosquera gerade einmal ein Kilogramm betrug.

## Internationale Erfolge
| Jahr | Platz | Wettbewerb                      | Gewichtsklasse | Ergebnisse |
| 2010 | 1.    | Junioren-WM in Sofia            | bis 62 kg      | mit 291 kg (126–165), vor Hursik Atak, Türkei, 286 kg (126–160) und Artjom Pipa, Moldawien, 266 kg (117–149)      |
| 2013 | 1.    | WM in Wrocław                   | bis 62 kg      | mit 321 kg (146–175), vor Kim Un-guk, Nordkorea, 320 kg (150–170) und Óscar Figueroa, Kolumbien, 316 kg (139–177) |
| 2014 | 2.    | Asienspiele in Incheon/Südkorea | bis 62 kg      | mit 321 kg (143–178), hinter Kim Un-guk, 332 kg (154–178) und vor Eko Yuli Irawan, Indonesien, 308 kg (142–166)   |

## WM-Einzelmedaillen
- WM-Silbermedaillen: 2013/Reißen – 2013/Stoßen

## Chinesische Meisterschaften
| Jahr | Platz | Gewichtsklasse | Ergebnisse                                               |
| 2013 | 1.    | bis 62 kg      | mit 321 kg (145–176), vor Zhang Jie, 319 kg (143–187)    |
| 2014 | 1.    | bis 62 kg      | mit 321 kg (145–176), vor Huang Minhao, 313 kg (150–163) |